# 陈欣淇
陈欣淇（英文名：Julie Tan，1992年9月22日—），新加坡新晋影视女演員，前新傳媒私人有限公司旗下经纪合约女艺人。

## 个人背景
- 2007年14岁时毕业于南洋艺术学院中文戏剧系

## 经历

### 出道前
她毕业于地不佬中文戏剧系。未出道曾扮演TF Value Mart，其中就有当代阿姐范文芳。

### 2009年：正式以演员身份出道、首部电影《向日葵的约定》
2009年，她参演了《向日葵的约定》，饰演的弱智女孩深受许多观众喜爱。随后她尝试了不同大小的电视剧，为她展开了知名度。

### 2010年至2012年：出演《星洲之夜》
2010年，她放弃韩国的邀请，选择留在新加坡参演星洲之夜，饰演一位叫刘九妹的舞女，让大家对她有所肯定。

### 2013年至2016年：荧幕新人之姿
2013年头她参演了电视剧《好运到》，并和黄俊雄扮演情侣。同年在《小小传奇》和《96℃咖啡》担任女主角。同年，在红星大奖入围十大最受欢迎女艺人奖。
2014年，出演《三個願望》，此剧是黄碧仁的复出作。她在戏里饰演黄碧仁的女儿赵晓敏，是一名草莓追星族。故事写到三枚铜钱带来一连串的意外，赵晓敏因此失去了双腿。《三个愿望》博得极高口碑，是该年的收视冠军。
2015年，日渐成熟的演技让她凭借《志在四方II》的反派角色在红星大奖夺得了最佳女配角奖。她以黑马之姿演出，让她备受关注以及认可，她也获年度飞跃奖。
2016年，她在演出新传媒的第三部长寿剧《富贵平安》后，选择暂别演艺圈前往美国纽约上演艺课程。她获得纽约电影学院入学通知，所以退出了剧组。同年10月她返新参演《第一主角》饰演怀抱明星梦的丑小鸭方安雅。

### 2017年至2022年：与新传媒合约期满、自立门户、加盟LNX Global
2017年，一直备受力捧的她不再续约新传媒决定前往海外发展，建立了自己的工作室。同年她在中国拍了两部电影，分别是《生死语者》和《极限杀机X计划》。11月份她带着主演的新加坡电影《WonderBoy》出席台北第54届金马影展。12月携手曾经的音乐老师李伟菘出席亚洲音乐颁奖典礼。随后加盟李南星的公司LNX Global成为旗下艺人。

## 电视演出

### 新传媒
| 首播   | 劇名             | 角色     | 性質           |
| 2010年 | 魔幻视界         | 张婷     | 女配角         |
| 2010年 | 红白囍事         | 小芳     | 客串           |
| 2010年 | 泳闯琴关         | 刘欣雨   | 女配角         |
| 2011年 | 乐在双城         | 潘乐萱   | 女配角         |
| 2011年 | 拍。卖           | Yumi     | 客串           |
| 2011年 | PK爱情           | Isabella | 女主角之一     |
| 2011年 | 星洲之夜         | 刘九妹   | 两大女主角之一 |
| 2012年 | 最火搭档2        | 傅琳乐   | 客串           |
| 2013年 | 好运到           | 郝平安   | 两大女主角之一 |
| 2013年 | 96°C 咖啡        | 唐雨晨   | 第一女主角     |
| 2013年 | 小小传奇         | 苏小小   | 第一女主角     |
| 2014年 | 最愛是你         | 白小珊   | 兩大女主角之一 |
| 2014年 | 三個願望         | 赵晓敏   | 两大女主角之一 |
| 2015年 | 虎妈来了         | 陈慧欣   | 两大女主角之一 |
| 2015年 | 信約：我們的家園 | 姚嘉慧   | 女配角         |
| 2015年 | 志在四方II       | 董子懷   | 女配角         |
| 2016年 | 富贵平安         | 黄子鸿   | 兩大女主角之一 |
| 2016年 | 快樂第一班       | 徐乐晴   | 第一女主角     |
| 2017年 | 第一主角         | 方安雅   | 兩大女主角之一 |
| 2018年 | 千年來說對不起   | 花采月   | 第一女主角     |
| 2019年 | 大话精           | 林美玲   | 第一女主角     |
| 2020年 | 花花公子         | 邹晓曼   | 第二女主角     |

## 电影
| 年份   | 電影名                           | 角色    | 性質           |
| 2013年 | 我的朋友，我的同學，我愛過的一切 | 孫小梅  | 女主角         |
| 2013年 | 世界末日                         | 小陆    | 女配角         |
| 2014年 | 秘术                             | Tony    | 两大女主角之一 |
| 2017年 | Wonder Boy                       | Melinda | 女主角         |
| 待播   | 生死语者秦明                     | 白画微  |                |
| 待播   | 极限杀机X计划                    |         |                |
| 待播   | 乾坤特使                         | Jin     |                |

## 主持
| 年份   | 节目名称                              | 注释                                                          |
| 2014年 | 我和韩星有个约会                      | 旅行和娱乐节目，与韩国CJ E&M联合制作                          |
| 2019年 | Get it Beauty on the Road走出韩妆教室 | 美妆节目，陈欣淇工作室制作                                    |
| 2020年 | 谁来午餐?                             | 新加坡书展线上周记的直播节目，由新闻中心高级记者Ken刘永健主持 |

## 奖项

### 专业奖项
| 年份 | 頒獎典禮               | 獎項                         | 劇集           | 角色   | 結果 |
| ---- | ---------------------- | ---------------------------- | -------------- | ------ | ---- |
| 2015 | 第21屆 紅星大獎2015    | 最佳女配角                   | 《三個願望》   | 趙曉敏 | 提名 |
| 2015 | PPCTV MediaCorp Awards | Dream Idol                   | 不適用         | 不適用 | 提名 |
| 2015 | PPCTV MediaCorp Awards | Favorite On Screen Couple    | 《小小傳奇》   | 蘇小小 | 提名 |
| 2015 | PPCTV MediaCorp Awards | Favorite Female TV Character | 《小小傳奇》   | 蘇小小 | 提名 |
| 2016 | 第22屆 紅星大獎2016    | 最佳女配角                   | 《志在四方II》 | 董子懷 | 獲獎 |
| 2016 | 第22屆 紅星大獎2016    | 年度飞跃奖                   | 不適用         | 不適用 | 獲獎 |
| 2016 | 第21屆 亞洲電視大獎    | 最佳女配角                   | 《志在四方II》 | 董子懷 | 提名 |

### 其他奖项
| 年份 | 頒獎典禮            | 獎項               | 劇集       | 角色          | 結果 |
| ---- | ------------------- | ------------------ | ---------- | ------------- | ---- |
| 2013 | 第19屆 紅星大獎2013 | 十大最受欢迎女艺人 | 不適用     | 不適用        | 提名 |
| 2014 | 第20屆 紅星大獎2014 | 最佳魅力美腿奖     | 不適用     | 不適用        | 提名 |
| 2014 | 第20屆 紅星大獎2014 | 十大最受欢迎女艺人 | 不適用     | 不適用        | 提名 |
| 2014 | 第22屆 紅星大獎2014 | 最喜爱银幕情侣     | 小小传奇   | 苏小小&杨元帅 | 前三 |
| 2015 | 第21屆 紅星大獎2015 | 最佳魅力美腿奖     | 不適用     | 不適用        | 獲獎 |
| 2015 | 第21屆 紅星大獎2015 | 十大最受欢迎女艺人 | 不適用     | 不適用        | 獲獎 |
| 2015 | 第21屆 紅星大獎2015 | 最佳开心果奖       | 最爱是你   | 白小珊        | 提名 |
| 2016 | 第22屆 紅星大獎2016 | 十大最受欢迎女艺人 | 不適用     | 不適用        | 獲獎 |
| 2016 | 第22屆 紅星大獎2016 | 亮丽肌肤奖         | 不適用     | 不適用        | 提名 |
| 2016 | 第22屆 紅星大獎2016 | 最喜爱银幕情侣     | 志在四方II | 董子懷&陈光   | 提名 |
| 2017 | 第23屆 紅星大獎2017 | 十大最受欢迎女艺人 | 不適用     | 不適用        | 提名 |
| 2018 | 第23屆 紅星大獎2018 | 十大最受欢迎女艺人 | 不適用     | 不適用        | 提名 |

## 外部連結
- 陈欣淇的Facebook專頁
- 陈欣淇的Instagram帳戶
- YouTube上的Julie Tan 陳欣淇頻道
- Jt'Empire 陳欣淇粉丝团的Instagram帳戶
- Julie Tan 陳欣淇的X（前Twitter）
- 陈欣淇的新浪微博

| 前任： 白薇秀 | 红星大奖 最佳女配角 2016年 | 繼任： 陳麗貞 |

1. ↑  .   [2022-02-13]. （原始内容存档于2020-01-22）.